# Barbula planifolia
Barbula planifolia är en bladmossart som beskrevs av Brotherus och A. Yasuda 1921. Barbula planifolia ingår i släktet neonmossor, och familjen Pottiaceae. Inga underarter finns listade i Catalogue of Life.